# Thân Loan
Thân Loan (zh. 親鸞, ja. shinran), 1173-1262, là Cao tăng người Nhật, sáng lập Tịnh độ chân tông (ja. jōdo-shin-shū) của Phật giáo Nhật Bản.
Ông là học trò của Pháp Nhiên (zh. 法燃, ja. hōnen, Tịnh độ tông) nhưng có quan điểm khác thầy. Giáo pháp của tông này không còn giống Phật pháp nguyên thủy là bao nhiêu. Ba ngôi báu (Tam bảo, sa. triratna) được đơn giản hoá thành lời thệ nguyện của đức Phật A-di-đà (sa. amitābha) – nói chính xác hơn là lời nguyện thứ 18 trong 48 lời nguyện của Ngài. Ngôi báu thứ ba của Tam bảo là Tăng-già bị bác bỏ, các đệ tử của ông hoàn toàn là những Cư sĩ, chính ông lập gia đình. Theo Thân Loan thì sự tu tập thuần tuý theo Tự lực vô bổ. Ông quan niệm rằng, mọi người đều cần sự giúp đỡ từ bên ngoài (Tha lực) của đức A-di-đà và giải thoát chỉ có thể đạt được với sự giúp đỡ của Ngài. Ông quy tất cả các phương pháp tu hành về một: là Niệm Phật, niệm danh hiệu của Phật A-di-đà và cho rằng đó chính là sự báo ân đối với vị Phật này và ngay cả cách niệm Phật này cũng trở thành dư thừa nếu niềm tin của người niệm danh nơi Ngài đủ mạnh, vững chắc.
Thân Loan quan niệm rằng người tu hành Phật đạo có thể sống tại gia. Ông bị Tăng-già tại Kinh Đô (kyōto) trục xuất và bị đày đi đến một tỉnh miền Bắc bởi vì sống chung với một phụ nữ. Theo yêu cầu của thầy, ông cưới vợ để chứng minh rằng Giới luật dành cho tăng chúng không phải là điều kiện chính yếu để đạt giải thoát. Việc này gây sự bất hoà và chia rẽ trong giới đệ tử của Pháp Nhiên vì đa số tăng sĩ muốn giữ giới độc thân.
Sau đó Thân Loan sống bên lề xã hội, cùng với những kẻ mà theo ông là không biết phân biệt thiện ác. Thân Loan cho rằng Phật A-di-đà là vị sẵn sàng hơn cả cứu độ những người "kém cỏi" vì những người này không có gì khác hơn là lòng tin nơi A-di-đà. Còn những người "giỏi giang" hơn thì hay bị rơi vào ý nghĩ – theo ông là mê lầm – là nhờ thiện nghiệp hay Công đức tự tạo mà có thể đạt giải thoát. Ông chỉ biết đến thệ nguyện thứ 18 của Phật A-di-đà và vì vậy có nhiều khác biệt với Tịnh độ tông và Pháp Nhiên.